# 南亚草鹛
，是雀眉科大草莺属的一种鸟类。其种加词“bengalensis ”意为“孟加拉的”，该物种的模式产地在印度。分布于尼泊尔西部至印度北部、孟加拉国和缅甸北部。

南亚草鹛体重约14.64克，翼长约56.2毫米，嘴峰长约14.9毫米，喙宽度约3毫米，喙厚度约4毫米，跗蹠长约23.6毫米，尾长约73.8毫米。南亚草鹛在其分布区内为留鸟，栖息在开放的灌木丛中，食性为肉食性，主要食物来源是陆生无脊椎动物。

### 分类变更
根據利雅德所領導的研究，通过基因比对、鸣声分析，确定分布于印度次大陆和中国华南地区的大草鶯是两个獨立的種。。

## 外部連結
- 大草鶯(Graminicola bengalensis)鳴聲（页面存档备份，存于）香港觀鳥會鳥鳴集